# Albiztur
Albiztur là một đô thị trong tỉnh Guipúzcoa thuộc cộng đồng tự trị Xứ Basque, Tây Ban Nha. Dân số 2003 Albiztur là 293.